# Lithostege coassata
Lithostege coassata is een vlinder uit de familie spanners (Geometridae). De wetenschappelijke naam is voor het eerst geldig gepubliceerd in 1825 door Hübner.
De soort komt voor in Europa.